# Abell 400

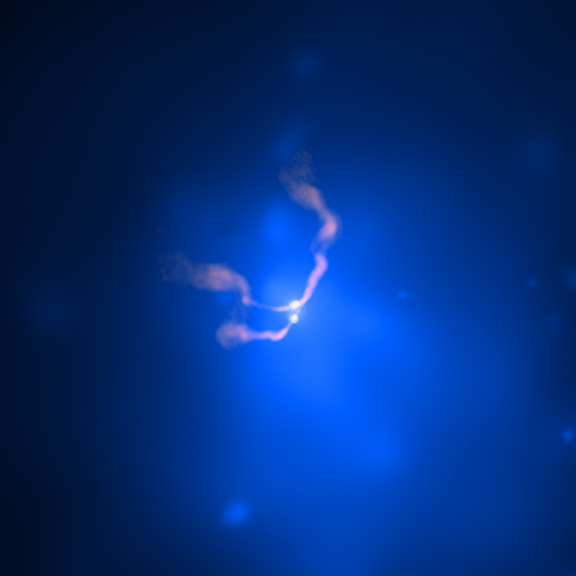
Due buchi neri supermassicci, distanti tra loro 25.000 anni luce, si muovono a spirale fondendosi verso il centro di NGC 1128.

Abell 400 è un ammasso di galassie posto nella costellazione della Balena, di tipo II-III secondo la classificazione di Bautz-Morgan, che contiene la galassia NGC 1128 con al centro due buchi neri supermassicci (3C 75) che muovendosi a spirale vanno incontro alla fusione.
Questi due buchi neri supermassicci sono contenuti in NGC 1128, nella quale getti di microonde e raggi X alla temperatura di molti milioni di gradi, producendo gas e manifestandosi nella sorgente di onde radio conosciuta come 3C 75. La sorgente di raggi X chiamata 2A 0252+060 (1H 0253+058, XRS 02522+060) può essere parte del sistema o un elemento a sé stante di Abell 400.
Si stima che la distanza tra i due buchi neri sia di 25.000 anni luce e che collideranno tra milioni di anni formando un singolo buco nero super-supermassiccio.